# LUVOIR
Ten artykuł dotyczy przyszłego wydarzenia. Informacje w nim zawarte mogą się zmienić wraz z pojawieniem się nowych faktów, a początkowe doniesienia mogą być niepewne. Ostatnie aktualizacje tego artykułu mogą nie odzwierciedlać najbardziej aktualnych informacji.

Logo projektu

Large Ultraviolet Optical Infrared Surveyor (LUVOIR) – projekt koncepcyjny wielozakresowego teleskopu kosmicznego, rozwijany przez NASA.

## Historia projektu
W styczniu 2016 r. zespół ekspertów rozpoczął prace nad projektem teleskopu kosmicznego, następcy teleskopu Hubble'a i (będącego wówczas jeszcze w trakcie konstrukcji) teleskopu Jamesa Webba. Zakończyły się one 26 sierpnia 2019 r. wydaniem raportu końcowego.
4 listopada 2021 r. National Academies of Sciences, Engineering and Medicine (NASEM) po raz siódmy w swojej historii opublikowała dokument, będący owocem setek sondaży, spotkań i paneli naukowych przeprowadzonych w ciągu kilku ostatnich lat. Zarysowano w nim kierunki rozwoju nauki w dziedzinach astronomii i astrofizyki. Pathways to Discovery in Astronomy and Astrophysics for the 2020s zawiera propozycje głównych celów do osiągnięcia i projektów w tym pomocnych. LUVOIR jest wiodącym z czterech projektów zaleconych do sfinansowania i realizacji.

## Misja
Główne zadania teleskopu można ująć w trzech punktach:
1. Badanie egzoplanet i układów planetarnych.
2. Głębsze zrozumienie historii Wszechświata od ery rejonizacji przez formację i ewolucję galaktyk po tworzenie się gwiazd i planet.
3. Lepsze poznanie Układu Słonecznego.

LUVOIR będzie w stanie analizować skład atmosfery egzoplanet i wykrywać biosygnatury, takie jak CO, CO2, O2, O3, H2O czy CH4. Różne charakterystyki (rozmiar, masa, gęstość) zaobserwowanych planet pozwolą na lepsze zrozumienie ewolucji systemów planetarnych włącznie z naszym.
Rozmiar zwierciadła i wysoka rozdzielczość pozwolą na zaobserwowanie mniejszych i ciemniejszych struktur kosmicznych, co pozwoli lepiej zrozumieć naturę ciemnej materii i jej rozmieszczenie w najbliższym otoczeniu. Możliwość studiowania rozmieszczenia i ruchów gwiazd na odległość sięgającą 10–25 megaparseków wzbogaci naszą wiedzę na temat ewolucji galaktyk. Spektroskopia w zakresie UV umożliwi studia nad przepływem gazu w przestrzeni międzygalaktycznej.
W zakresie światła widzialnego LUVOIR umożliwi obserwację planet zewnętrznych z rozdzielczością 25 km. Spektroskopia i wysokiej jakości obrazy obiektów wewnątrzsystemowych (księżyce, komety, asteroidy) oraz ciał z Pasa Kuipera pomogą nam zrozumieć, jak uformował się nasz system.

## Budowa

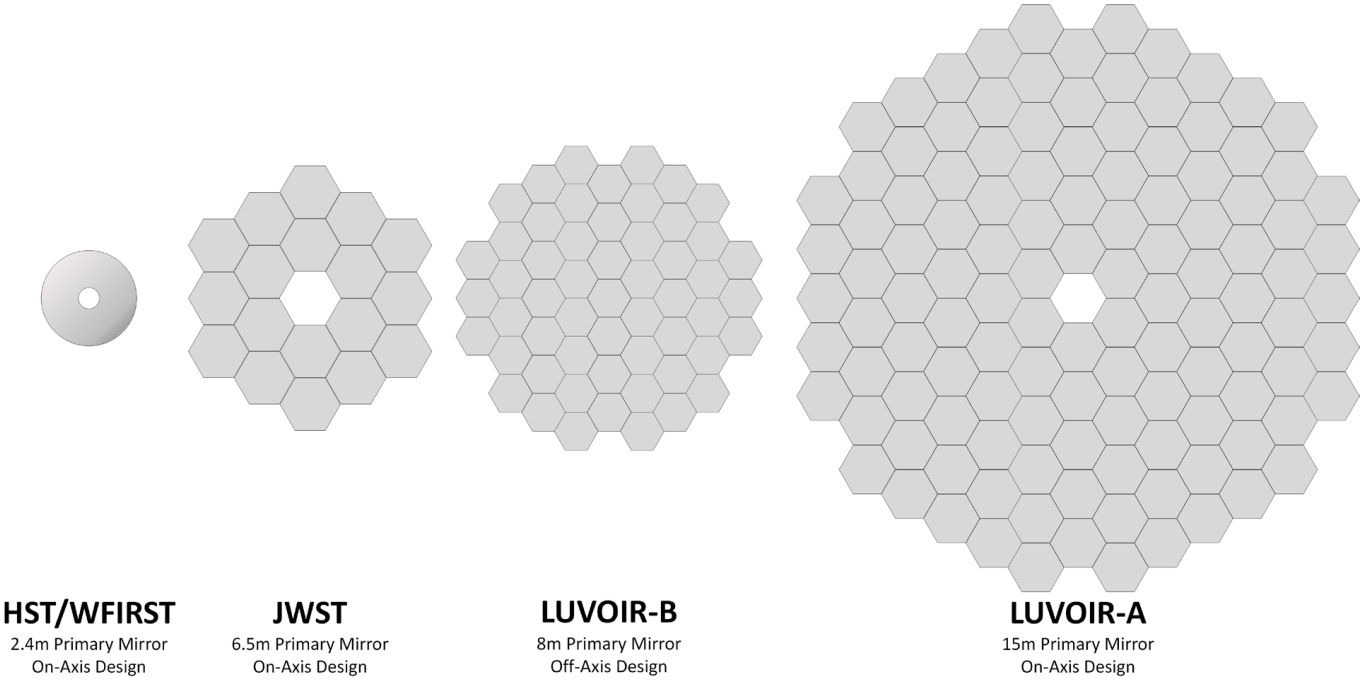
Porównanie wielkości zwierciadeł teleskopów kosmicznych

Raport końcowy ekspertów z sierpnia 2019 r. proponuje dwie alternatywne konstrukcje – obie oparte na projekcie teleskopu Webba – z osłoną słoneczną i składanym głównym zwierciadłem:
1. LUVOIR-A – zwierciadło główne o średnicy 15 m. Zaletą tej konstrukcji jest wysoka jakość obrazu i szerokie pole widzenia. Wyposażony zostanie w 4 serwisowalne przyrządy naukowe.
2. LUVOIR-B – 8 m średnicy głównego zwierciadła. Ta architektura ułatwia wysokokontrastowe obserwacje egzoplanet. W tej wersji planowane są 3 instrumenty naukowe.

W obu przypadkach układ optyczny będzie trójzwierciadlanym anastygmatem.
Proponowane instrumenty naukowe:
1. ECLIPS (Extreme Coronagraph for Living Planetary Systems) – koronograf pozwalający na obserwacje planet orbitujących wokół gwiazd jaśniejszych od nich do 1010 razy[2]. Będzie pracował w trzech zakresach: bliskim nadfiolecie (200–400 nm), widzialnym (400–850 nm) i bliskiej podczerwieni (850–2000 nm).
2. High Definition Imager (HDI) – dwukanałowy układ obrazujący o polu widzenia 2×3 minuty kątowe. Kanał UVIS będzie dokonywał obserwacji w zakresie ultrafioletu i widzialnym (200–950 nm), a kanał NIR w bliskiej podczerwieni (800–2500 nm).
3. LUMOS (LUVOIR Ultraviolet Multi Object Spectrograph) – spektrograf zdolny do jednoczesnej obserwacji wielu obiektów w zakresie od ultrafioletu do światła widzialnego (100–1000 nm). Następca zamontowanego w teleskopie Hubble'a Hubble Space Telescope Imaging Spectrograph (STIS).
4. POLLUX – spektropolarymetr przeznaczony do pracy w zakresie ultrafioletu (97–390 nm). Jest to instrument projektowany przez europejskie konsorcjum złożone z 154 naukowców i inżynierów, pochodzących z 67 instytutów w 13 krajach pod egidą Francuskiej Agencji Kosmicznej CNES. Instrument ten jest przeznaczony do architektury A[12].

Projekt przewiduje możliwość serwisowania urządzeń, włącznie ze sprowadzeniem ich na Ziemię w celu rozbudowy i unowocześnienia. Niewykluczone jest, że budowa teleskopu odbędzie się na orbicie ziemskiej.
Szacowany koszt projektu to ok. 17 miliardów $.